# Leo Klasinc
Leo Klasinc (Zagreb, 20. svibnja 1937. – Zagreb, 9. veljače 2021.) hrvatski akademik.

## Životopis
Redoviti je član Hrvatske akademije znanosti i umjetnosti.

## Nagrade
Dobitnik je Nagrade Ruđer Bošković (1987.), Nagrade HAZU (1996.), Nagrade Grada Zagreba (2002.) i Državne nagrade za znanost za životno djelo (2007.).